# Echidnopsis nubica
Echidnopsis nubica är en oleanderväxtart som beskrevs av Nicholas Edward Brown. Echidnopsis nubica ingår i släktet Echidnopsis och familjen oleanderväxter. Inga underarter finns listade i Catalogue of Life.